# 忠誠 (2019年電影)
《忠誠》（英語：Viswasam）是一部2019年印度泰米爾語動作劇情片，由希瓦編導，沙迪亞·喬蒂電影製作。阿吉特·庫馬、納彥塔拉及賈戈帕蒂·巴布擔任電影的領銜主演，成為阿吉特與希瓦的第四次合作；其他同台演員包括維維克、塔姆比·拉梅亞、羅勃·桑卡爾、柯瓦·薩拉拉、約吉·巴布、安妮卡·蘇倫德蘭、卡拉伊拉尼、蘇嘉達·斯瓦庫瑪、拉吉塔和R·N·R·曼諾哈。本片講述了鄉村地頭蛇土庫杜萊（Thokudurai，阿吉特飾演）在嘗試與妻子妮蘭賈娜（Niranjana，納彥塔拉飾演）修復關係的同時，還得和企業大亨高譚·維爾（Gautham Veer，巴布飾演）較量的故事。
本片的消息於2017年11月正式宣布，代表著阿吉特主演的第58部電影，故暫定名為《塔拉58》（Thala 58），幾天後才宣布了正式片名。電影於2018年5月展開主要拍攝工作；主要在欽奈和海德拉巴拍攝，2018年11月中旬宣告殺青。本片的音樂曲目由D·伊曼譜寫，維特里·帕拉尼薩米擔任攝影指導，魯本負責剪輯。
《忠誠》2019年1月10日在全球院線上映，影評界口碑褒貶不一。伊曼藉本片獲得第67屆印度國家電影獎最佳音樂指導。《忠誠》在商業上取得了成功，票房約18.5億至20億盧比，成為2019年票房第三高的泰米爾電影。

## 劇情
土庫杜萊是泰尼縣村莊寇都維拉帕提（Koduvilarpatti）的碾米廠老闆兼頗具聲望的知名人士，並時常用暴力來處理問題。土庫杜萊在追捕幾名暴徒時，偶遇來自孟買的妮蘭賈娜醫師，並在打架時砸壞了妮蘭賈娜等人乘坐的車輛，導致她事後到當地警局報案。土庫杜萊愛上了勇敢的妮蘭賈娜，並自願關在警局內。以阿弗迪雅潘為首的暴徒威脅妮蘭賈娜付錢，否則要關閉駐紮於此的醫療營，使她同意放出土庫杜萊，以解決紛爭。土庫杜萊將醫療營搬到碾米廠，妮蘭賈娜開始土庫杜萊一家人朝夕相處。醫療營結束後，妮蘭賈娜回來寇都維拉帕提，向土庫杜萊求婚。土庫杜萊答應，兩人結婚並過著幸福的生活，但妮蘭賈娜對丈夫時常打架而感到不安。妮蘭賈娜懷孕，同時被自己追求的製藥計畫錄取，但她因土庫杜萊而放棄。
兩人的女兒絲薇塔出生後，土庫杜萊承諾不會將女兒捲入打鬥中。妮蘭賈娜從外地歸來時，阿弗迪雅潘突襲了土庫杜萊。土庫杜萊回到家後，妮蘭賈娜發現絲薇塔在剛才的打鬥中受傷並送往醫院。絲薇塔並無大礙，但妮蘭賈娜對土庫杜萊感到憤怒，決定獨自帶著女兒離開村莊，定居於孟買。
十多年後，土庫杜萊在村莊的祭典過後決定與舅舅及梅利特前往孟買，嘗試在妮蘭賈娜製藥私人有限公司（Niranjana Pharmaceuticals Pvt Ltd）與妻子見面，但並未成功。土庫杜萊後來見到了絲薇塔，她正在爭奪全國青少年百米賽跑冠軍。絲薇塔在回家途中遭到一群暴徒追殺，土庫杜萊及時趕到救了她。這起事件的幕後黑手是知名企業家高譚·維爾；高譚·維爾是地平線貿易公司（Skyline Exports）的執行長，並擁有眾多跨國公司。高譚·維爾對女兒妮哈有著必須奪冠的高標準，但妮哈的速度不如絲薇塔，導致高譚·維爾威脅她如果敗北，自己將不再愛她。妮哈服用興奮劑，讓自己贏得了選拔賽，但被絲薇塔發現，並向相關單位報告了此事。妮哈崩潰之下跳樓自殺；雖然倖存下來，但導致癱瘓，需要時間恢復。
高譚·維爾認為女兒被絲薇塔所害，所以發誓要不惜一切代價殺死她。土庫杜萊要求妮蘭賈娜，在接下來的十天中任命自己為絲薇塔的司機兼保鑣，直到比賽為止，條件是不能透露他是絲薇塔的父親，妮蘭賈娜勉強同意。土庫杜萊與絲薇塔朝夕相處，並多次從暴徒手中救出她，更主動找上高譚·維爾，並向他發起挑戰。比賽前，土庫杜萊為救絲薇塔而被一輛車撞傷，情況危急，且無法再保護著絲薇塔。妮蘭賈娜和絲薇塔被迫放棄比賽並前往美國，直到土庫杜萊勉強下床並自行帶走了絲薇塔，要她參加比賽。絲薇塔也帶上了妮哈和高譚·維爾的妻子。在體育場，發現妻小不見的高譚·維爾到此與土庫杜萊展開對決，妮蘭賈娜這才向絲薇塔透露土庫杜萊的父親身分。
絲薇塔上場比賽，但因情緒低落而落後。直到土庫杜萊到達賽道，吹口哨鼓勵了女兒。絲薇塔贏得了比賽。與此同時，高譚·維爾趕來並發現妮哈從癱瘓中逐漸康復，並為絲薇塔鼓掌，這才深深感動並意識到自己的錯誤。土庫杜萊告訴高譚·維爾，孩子應按照自己的意願成長，而非承受來自父母的承擔。絲薇塔領獎時，妮蘭賈娜將「土庫杜萊」添加到絲薇塔的名字中。最終，土庫杜萊與妮蘭賈娜及絲薇塔團聚，並一同回到寇都維拉帕提參加祭典。

## 演員
- 阿吉特·庫馬飾演「杜萊」土庫杜萊（Thokudurai "Durai"）[8]
- 納彥塔拉飾演妮蘭賈娜·土庫杜萊（Niranjana Thookudurai）
- 賈戈帕蒂·巴布（英语：Jagapathi Babu）飾演高譚·維爾（Gautham Veer）
- 維維克（英语：Vivek (actor)）飾演凱薩凡（Kesavan）
- 塔姆比·拉梅亞（英语：Thambi Ramaiah）飾演羅沙馬尼（Rosamani）
- 羅勃·桑卡爾（英语：Robo Shankar）飾演梅利特（Merit）
- 柯瓦·薩拉拉（英语：Kovai Sarala）飾演費洛米娜（Philomeena）
- 約吉·巴布飾演維盧（Velu）
- 安妮卡·蘇倫德蘭（英语：Anikha Surendran）飾演絲薇塔·土庫杜萊（Swetha Thookudurai）
- 薩洛尼·烏梅什·伯德（Saloni Umesh Burde）飾演妮哈（Neha）
- 卡拉伊拉尼（英语：Kalairani）飾演帕奇亞馬爾（Pechiammal）
- 蘇嘉達·斯瓦庫瑪（英语：Sujatha Sivakumar）飾演土庫杜萊的阿姨
- 拉吉塔（英语：Rajitha）飾演土庫杜萊的阿姨
- R·N·R·曼諾哈（英语：R. N. R. Manohar）飾演土庫杜萊的叔叔
- 米姆·戈皮（英语：Mime Gopi）飾演阿弗迪雅潘（Aavudaiyappan）
- O·A·K·桑達爾（英语：O. A. K. Sundar）飾演克利姆圖（Kozhimuthu）
- 薩卡喜·阿加瓦爾（英语：Sakshi Agarwal）飾演妮蘭賈娜的同事
- 喬治·馬里安（英语：George Maryan）飾演巡警
- 查特拉帕蒂·塞克哈（英语：Chatrapathi Sekhar）飾演卡達（Khadar）

## 製作

### 發展
2017年11月下旬，沙迪亞·喬蒂電影透過官方推特帳號宣布了該公司與希瓦及阿吉特·庫馬的合作。納彥塔拉於2018年2月初被官方宣布擔任女主角。本片為阿吉特主演的第58部電影，宣布正式片名前曾暫稱為《塔拉58》（Thala 58）。D·伊曼簽約擔任本片的音樂作曲家，首次與阿吉特及希瓦合作。約吉·巴布也簽約出演電影，成為他出演的第100部電影。
《忠誠》為阿吉特與希瓦的第四次合作，《勇者為王》（2014年）、《笑面殺手》（2015年）及《智勝先師》（2017年），四部電影的英明名稱同樣以V為開頭。希瓦對此解釋，「此決定並非有意為之」。源於當他們在拍攝《勇者為王》時，阿吉特難以置信之前沒有人將電影命名為《忠誠》（Viswasam）。

### 拍攝
電影原定2018年3月23日展開主要拍攝，但受到泰米爾電影製片人委員會（Tamil Film Producers Council）的罷工影響而被大幅延期。5月7日，劇組終在海德拉巴的拉莫吉電影城展開拍攝工作。2018年5月，劇組在欽奈和孟買搭景拍片。阿吉特完成配音工作後的下個月，即2018年11月，劇組宣告殺青。配合電影的故事背景，劇組也在泰尼縣的一個村莊進行拍攝。阿吉特為了自己扮演的角色，透過一名專家來幫助自己學習馬杜賴方言。

## 音樂
原聲帶曲目由D·伊曼譜寫、編構。背景音樂被同年上映的寶萊塢電影《愛離別》預告片取用但並未告知，引起伊曼不滿。不久後，《愛離別》的片方在YouTube上編輯了預告片的簡介，以註明作曲家的名字。

## 外部連結
- 互联网电影数据库（IMDb）上《忠誠》的资料（英文）